# WMW VT 2
Der Triebwagen WMW VT2 war ein zweiachsiger Dieseltriebwagen der Deutschen Eisenbahn-Betriebsgesellschaft. Er wurde 1939 von der Dessauer Waggonfabrik in Dessau beschafft und war hauptsächlich auf der Bahnstrecken Wiesloch–Meckesheim und Wiesloch Stadt–Waldangelloch (WMW-Bahnen) im Einsatz. Er war bis 1972 in Betrieb und ist heute nicht mehr vorhanden.

## Geschichte und Einsatz

### WMW VT 2
Der Triebwagen gehörte zu einer Serie von fünf zweiachsigen Dieseltriebwagen, die von der DEBG zur Rationalisierung des Betriebes auf verschiedenen Privatbahnen beschafft wurden. Auf der Strecke Wiesloch–Meckesheim/Waldangelloch wurde der Triebwagen als Schleppfahrzeug eingesetzt.
In den 1940er Jahren, genaue Einsatzdaten fehlen, wird der Triebwagen im Einsatz bei der Kraichtalbahn geführt.
Nach 1946 wurde der Triebwagen wieder in Wiesloch stationiert und war die folgende Zeit nur auf dieser Strecke im Einsatz. 1951 war er als Hauptakteur bei den Feierlichkeiten zum 50. Streckenjubiläum eingesetzt.

### SWEG VT 2
1963 wechselte die Strecke und der Triebwagen in das Eigentum der Süddeutschen Eisenbahn-Gesellschaft. Er behielt dort seine Bezeichnung. 1972 gilt als sein Jahr der Ausmusterung. 1974 wurde er an einen Schrotthändler verkauft und dort verschrottet.

## Konstruktive Merkmale
Die Daten des Triebwagens mit der Fabriknummer 3216 sind den Triebwagen Achertalbahn T 281 und GHWE Nr. 61 sehr ähnlich, der Wagenkasten unterscheidet er sich von diesen beiden Modellen durch die Abschrägung der Stirnpartie, so wie sie beim RAG VT 01 ausgeführt wurde.
Das Untergestell und das Kastengerippe waren in Leichtbauweise in Spantenbauart hergestellt und bestanden aus elektrisch verschweißten Baustahlprofilen. Der Wagenkasten war außen mit 1,5 Millimeter starkem Blech verkleidet. Die Inneneinrichtung unterteilte sich in das Fahrgastabteil und die beiden Einstiegsräume mit Führerstand. Das Fahrgastabteil bestand aus zwei, in etwa gleich großen, Abteilen mit Mittelgang, diese waren durch Trennwände geteilt. Durch Trennwände und Drehtüren waren sie von den Einstiegsräumen unterteilt. Der Fußboden bestand aus Kiefernholz, das mit Linoleum belegt war. Über Klappen im Fußboden konnte die Maschinenanlage gewartet werden.
Die Maschinenanlage bestand aus je einem Sechszylinder-Viertakt-Dieselmotor des Typs Daimler-Benz OM 67, der mit dem Mylius-Getriebe gekuppelt war. Beheizt wurde der Wagenkasten durch das Kühlwasser der Dieselmotoren. Durch diese Heizanlage konnte der Dieselmotor nach längerem Stillstand vorgewärmt werden.
Ursprünglich war die Lackierung des Fahrzeuges wie bei der Deutschen Reichsbahn gehalten: die Dächer waren aluminiumfarbig angestrichen, die Untergestelle schwarz, der obere Teil des Kastens zwischen den Fenstern elfenbein und der untere Teil dunkelrot. Nach der Hauptuntersuchung erhielt der Triebwagen die DEBG-übliche Farbkombination in signalrot mit mehreren horizontalen weißen Zierstreifen.